# Charles Earland
Charles Earland (Philadelphia, 1941. május 24. – Kansas City, 1999. december 11.) amerikai dzsesszorgonás, szaxofonos.

## Pályakép
Charles Earland a középiskolában tanult meg szaxofonozni. Tizenhétéves korában tenoraszaxotfonozott Jimmy McGriffel. és 1960-ban megalakította első zenekarát. Pat Martino gitásos mellett kezdett orgonálni. 1968 -69 között csatlakozott Lou Donaldson altszaxofonos zenekarához.
Az általa 1970-től vezetett együttesben Grover Washington, Jr. tenorszaxofonos is játszott. Earland szopránszaxofonon és szintetizátoron kezdett játszani.
1978-ban Earland a Mercury Recordsnál felvett „Let The Music Play” című számát − melynek Randy Muller a szerzője a Brass Construction funk-együttesből − öt hétig volt az amerikai slágerlislistákon, és a 46. helyet érte el az Egyesült Királyság kislemezlistáján. Earland szintetizátoron játszik, és a számnak van egy meg nem nevezett női énekese is.
Earland 1988-tól 1999-ben bekövetkezett haláláig sokat turnézott, fellépett az Egyesült Államokban és külföldön is. Utóbbi éveinek egyik csúcspontja az 1994-es Berlini Jazz Fesztiválon való játék volt.
Earland Kansas Cityben halt meg szívelégtelenségben, 58 éves korában.

## Albumok
- Boss Organ (1969)
- Soul Crib (1969)
- Black Power (1969)
- Black Talk! (1970)
- Black Drops (1970)
- Living Black! (1971)
- Freakin' Off (1971) – live
- Soul Story (1971)
- Intensity (1972)
- Live at the Lighthouse (1972) – live
- Charles III (1973)
- The Dynamite Brothers (1973)
- Leaving This Planet (1974)
- Kharma (1974) – live
- Odyssey (1976)
- The Great Pyramid (1976)
- Revelation (1977)
- Smokin' (1977)
- Mama Roots (1977)
- Perceptions (1978)
- Infant Eyes (1978)
- Pleasant Afternoon (1978)
- Coming to You Live (1980) – live
- In the Pocket... (1982)
- Earland's Jam (1982)
- Earland's Street Themes (1983)
- Front Burner (1988)
- Third Degree Burn (1989)
- Whip Appeal (1990)
- Unforgettable (1991)
- I Ain't Jivin'... I'm Jammin' (1992)
- Ready 'n' Able (1995)
- Blowing the Blues Away (1997)
- Charles Earland's Jazz Organ Summit (1997) – live
- Slammin' & Jammin' (1998)
- Cookin' with the Mighty Burner (1999)
- Charles Earland Live (1999) – live
- Stomp! (2000)
- If Only for One Night (2002)

### Lou Donaldsonnal[5]
- Say It Loud! (1968)
- Hot Dog (1969)
- Everything I Play Is Funky (1970)

## Fordítás
Ez a szócikk részben vagy egészben  a   Charles Earland című angol Wikipédia-szócikk ezen változatának fordításán alapul.  Az eredeti cikk szerkesztőit annak laptörténete sorolja fel. Ez a jelzés csupán a megfogalmazás eredetét és a szerzői jogokat jelzi, nem szolgál a cikkben szereplő információk forrásmegjelöléseként.